# История на биохимията
Историята на биохимията започва преди около 400 години. Въпреки че терминът „биохимия“ вероятно е използван за пръв път през 1882 г. е прието, че думата „биохимия“ е въведена от немския учен Карл Нойберг през 1903 г.

## Витализъм и урея
Първоначално се е вярвало, че живото не е предмет на законите науката по начина по който неживото е. Вярвало се е че само живите организми могат да произвеждат молекулите на живота. През 1828 г. Фридрих Вьолер публикува статия относно синтезата на уреята, с което доказва че органични компоненти могат да бъдат създавани изкуствено.

## Ензими
В края на 18 век и началото на 19 век смилането на месото от стомашни сокове и превръщането на нишестето в захар от слюнката са били вече познати. Въпреки това точният механизъм на тези реакции не е бил познат.
През 19 век, когато Луи Пастьор изучава ферментацията на захар в алкохол от дрожди стига до заключението, че процесът е катализиран от жива сила съдържаща се в дрождите с името ферменти, които функционират само в живите организми. Той пише, че алкохолната ферментация е вазимодействието между функциониранрто и организацията на дрождните клетки, а не на тяхната смърт и съответно тяхното разлагане.
През 1878 г. немският учен Вили Кюне въвежда термина ензим, който произлиза от гръцки: ενζυμον, на български „в мая“ за да опише процеса. Думата ензим по-късно е отнасяна към неживи субстанции, като пепсина, а думата фермент е отнасяна към химическата активност, продукт на живите организми.
През 1897 г. Едуард Бухнер започва да изучава способността на дрождите да ферментират захари при отсъствие на живи клетки. След поредица от експерименти в Берлинския университет, Бухнер открива, че ферментацията е възможна дори и при отсъствие на живи дрожди в сместа. Той нарича ензима довел до ферментацията „цимаза“. За това свое откритие получва Нобелова награда за химия през 1907 г. По примера на Бухнер ензимите се наименуват според реакцията, която извършват. Обикновено наставката -аза се добавя до името на субстрата (например лактазата е ензимът, разграждащ лактозата) или на типа реакция (ДНК полимераза формира ДНК полимерите).
След като е доказано, че ензимите могат да функционират извън живите клетки, следващата стъпка е определянето на тяхната биохимична природа. Още първите учени занимавали се с това, разбират, че работата на ензимите е свързана с белтъците. Някои учени оспорват тази теза и според тях белтъците са просто носители на ензимите и са неспособни да извършват катализа. През 1926 г. Джеймс Съмнър, демонстрира че ензимът уреаза е чист белтък и го кристализира. През 1937 г. прави същото с ензима каталаза. Заключението, че белтъците могат да бъдат ензими е доказано от Джон Нортроп и Уендъл Стенли, кито работят заедно върху храносмилателните ензими пепсин и трипсин. Тези трима учени са наградени с Нобелова награда за химия през 1946 г.

## Метаболизъм
Терминът метаболизъм произлиза от гръцки: Μεταβολισμός и означава „промяна“ или „преобразуване“. Изучаването на метаболизма започва отпреди 400 години. Първите контролирани експерименти върху човешкия метаболизъм са публикувани от Санторио през 1614 г. в книгата му Ars de statica medecina. В книгата се обяснява как той се претегля преди и след като се храни, спи, работи, прави секс, пости, пие и фекалира.

## 20 век
От тогава биохимята е напреднала много, особено в средата на 20 век с разработването на нови методи като хроматографията, рентгенострукторния анализ, електронната микроскопия и чрез методите на молекулната динамика. Тези техники позволяват откриването и детайлното анализиране на много молекули и метаболитни пътища на клетката, като гликолиза, цикъл на Кребс. Един от най-известните биохимици е Ханс Кребс, който има големи приноси в изследването на метаболизма. Той открива цикъла на уреята, а по-късно заедно с Ханс Корнберг цикъла на лимонената киселина и глиоксалатния цикъл.
Днес много от откритията в биохимията се използват в различни науки, от генетиката до молекулярната биология и от земеделието до медицината.